# Nick Ramm

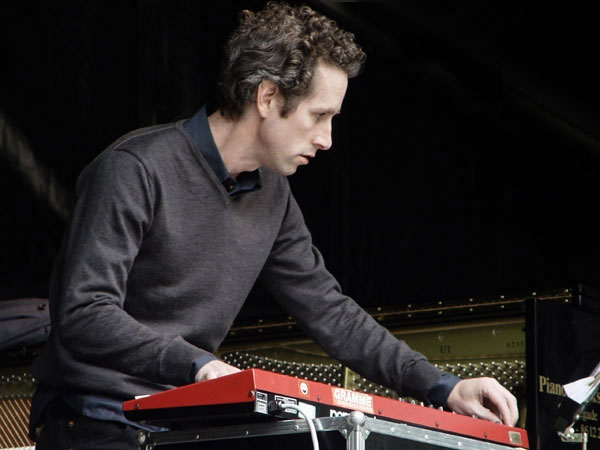
Nick Ramm (2011)

Nick Ramm (* um 1973) ist ein britischer Fusion- und Jazzmusiker (Piano, Keyboards, Komposition).

## Leben und Wirken
Ramm lernte zunächst Blockflöte, dann Gitarre, Geige und Klavier. Als Jugendlicher spielte er auch Schlagzeug, Flöte, Melodyhorn und Bassgitarre. Auf der Hochschule erwarb er zunächst einen Abschluss in Musik und Mathematik; anschließend besuchte er die Guildhall School of Music and Drama, wo er bei Simon Purcell, John Taylor und Bosco de Oliviera studierte.
Seit den frühen neunziger Jahren ist Ramm in der britischen Musikszene tätig. Er trat als Keyboarder/Pianist mit Byron Wallens Sound Advice, Jim Mullen, Dennis Rollins, Martin Speake, The Expendables, Bembe Segue, Marcina Arnold, Matthew Herbert und Acoustic Ladyland auf. Er gehörte zu der Gruppe Timeline neben Dave Okumu, Tom Herbert, Leo Taylor, Barak Schmool und Ivan Ormond, mit der 2002 zunächst das Album Know Hope entstand, dem 2007 Meta Meta folgte.
Mit seinem eigenen Trio Quota nahm Ramm an der Seite von Gary Willcox, Tom Skinner und Jeremy Brown das Album Little Green Man auf. 2003 komponierte er eine vom Zirkus inspirierte Musik und gründete das Quintett Clown Revisited; dessen Album Flashes of a Normal World erschien 2006. Im selben Jahr veröffentlichte er eine Jazz-Quartett-Aufnahme mit Zhenya Strigalev bei Baltic Records und wirkte bei Jonathan Bratoëffs Album Points of Perception mit. 2007 trat er dem Cinematic Orchestra bei, mit dem er ausgiebig tourte und mehrere Alben vorlegte. Weiterhin ist er an Seb Rochfords Album Fulborn Teversham beteiligt. David Okumu holte ihn neben Tom Herbert und Tom Skinner in seine Fusionband Jade Fox, später in seine The 7 Generations. Außerdem arbeitete er mit Tom Jones und Adele. Zudem wirkte er mit anderen Musikern an dem von Bitches Brew inspirierten Album London Brew mit, das 2023 bei Concord Jazz erschien und mit dem Preis der deutschen Schallplattenkritik ausgezeichnet wurde.
Ramm lehrt zudem als Tutor am Goldsmiths College.